# Barylypa torquata
Barylypa torquata là một loài tò vò trong họ Ichneumonidae.